# Djamal Mahamat
Djamal Abdoulaye Mahamat Bindi (Arabisch: جمال محمد بيندي) (Tripoli, 26 april 1983) is een Libisch voetballer die bij voorkeur als defensieve middenvelder speelt.

## Clubcarrière
Mahamat speelde in zijn jeugd bij Almahalla Tripoli en trok op 18-jarige leeftijd naar het Portugese SC Salgueiros. Daarna speelde hij voor diverse clubs uit de lagere Franse afdelingen. Tussen 2003 en 2008 speelde hij bij Stade Montois (2003-2004) , Aviron Bayonnais (2004-2005) , L'Entente SSG (2005-2006 en 2007-2008) en het Portugese Estoril-Praia (2006-2007). In november 2007 probeerde hij een contract af te dwingen bij de Engelse clubs Hartlepool United FC en Bradford City FC, zonder succes. In januari 2009 tekende hij een contract bij het Portugese SC Beira-Mar. Hij debuteerde in de Primeira Liga 15 augustus 2010 tegen UD Leiria. In juni 2011 tekende hij een vierjarig contract bij SC Braga. Hij zag hier Leonardo Jardim terug, die ook zijn coach was bij SC Beira-Mar.

## Interlandcarrière
Mahamat werd in 2010 voor het eerst opgeroepen voor Libië, onder de Braziliaanse bondscoach Marcos Paquetá. Hij hielp Libië aan de kwalificatie voor de Afrika Cup 2012. Hij zat ook in de 23-koppige selectie voor het eindtoernooi in Equatoriaal-Guinea en Gabon.